# Punta dels Reguers
La Punta dels Reguers és un cap en forma de punxa de la costa de la Marenda del terme comunal de Cotlliure, a la comarca del Rosselló (Catalunya del Nord).
Està situada a la zona nord-est del terme de Cotlliure, a prop del límit amb el de Portvendres.
És un lloc d'alt valor estratègic per als militars de l'exèrcit alemany ocupant, durant la Segona Guerra Mundial, i per això s'hi van emplaçar unes bateries d'artilleria. El topònim ha quedat, malgrat que el lloc ja s'hagi urbanitzat. L'indret s'anomena encara les Bateries.